# Liste des ministres des Affaires étrangères de l'Empire russe
Liste des ministres des Affaires étrangères de 1802 jusqu'au 7 novembre 1917. Le ministère des Affaires étrangères de l'Empire russe fut chargé des relations extérieures avec les pays étrangers. Le Collège des Affaires étrangères créé en 1718 précéda le ministère des Affaires étrangères.
Créé par le décret de l'empereur Alexandre Ier de Russie, le 8 septembre 1802 (manifeste sur l'établissement de ministères). Lors de la formation du ministère des Affaires étrangères, (Collège des Affaires étrangères de l'Empire russe fut subordonné au ministère des Affaires étrangères jusqu'au 10 avril 1832) le comte Alexandre Romanovitch Vorontsov fut nommé le premier ministre des Affaires étrangères de l'histoire de l'Empire russe.

## Sous le règne d'AlexandreIerde Russie

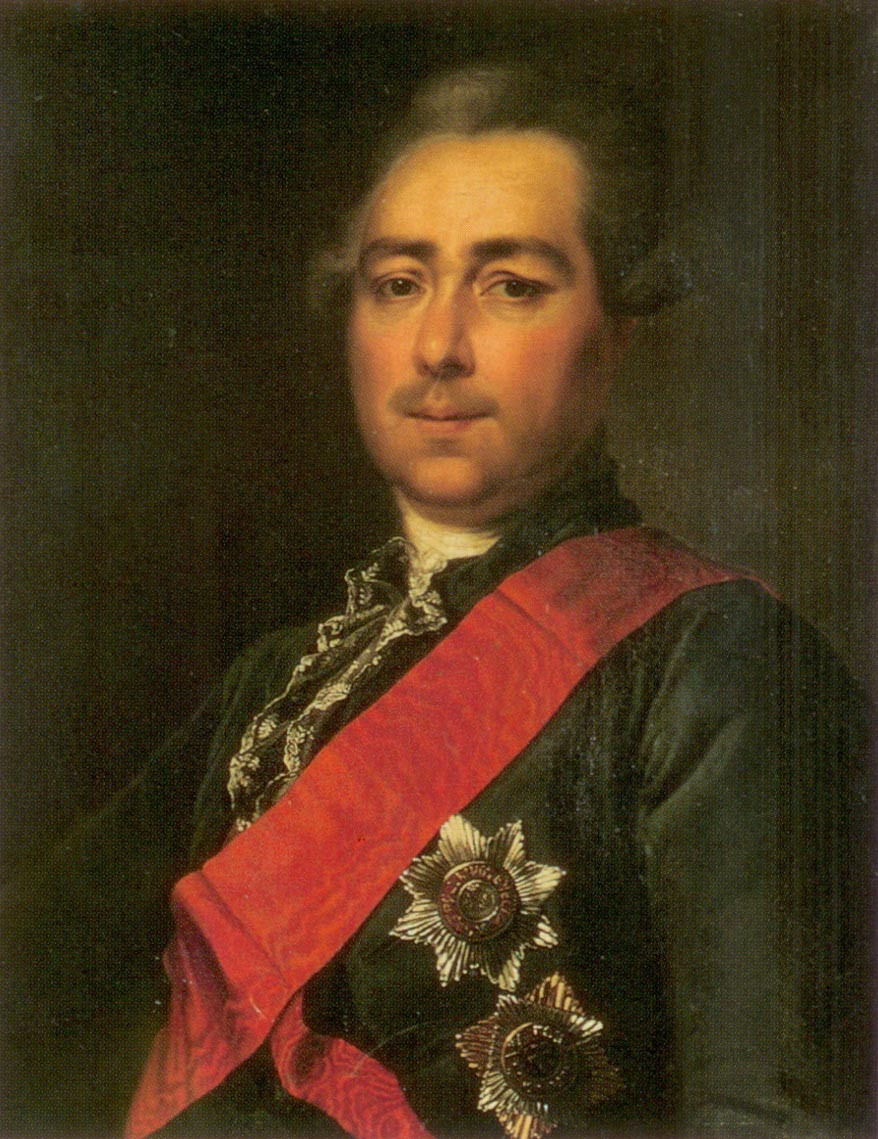
Le comte Alexandre Romanovitch Vorontsov, premier ministre des Affaires étrangères de l'histoire de l'Empire russe

- Comte Alexandre Romanovitch Vorontsov : (1802 à 1804).
- Prince Adam Jerzy Czartoryski :  de 1804 à 1806.
- Baron Andreï Iakovlevitch Budberg : de 1806 à 1807.
- Comte Nikolaï Petrovitch Roumiantsev : de 1808 à 1814.
- Ivan Wedemeyer : de 1814 à 1816 (contrôle du ministère des Affaires étrangères).
- Ioánnis Kapodístrias : de 1815 à 1822.
- Comte Charles Robert de Nesselrode : de 1816 à 1856.

## Sous le règne de Alexandre II de Russie

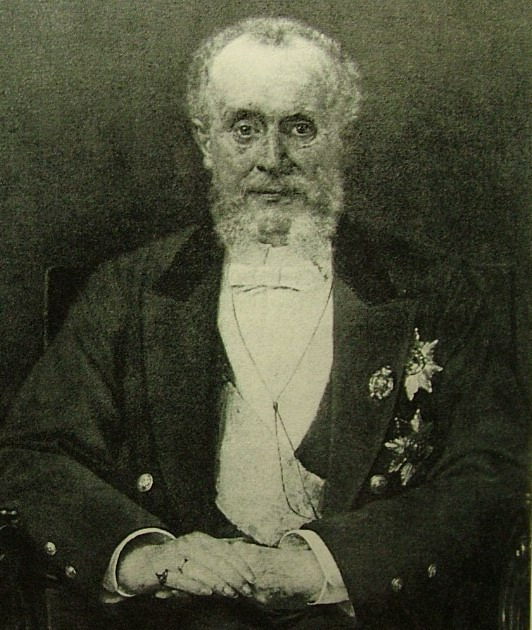
Nikolaï Karlovitch Girs, ministre des Affaires étrangères de 1882 à 1895.

- Prince Alexandre Mikhaïlovitch Gortchakov : 1856 à 1882.

## Sous le règne d'Alexandre III de Russie
- Nikolaï Karlovitch Girs : de 1882 à 1895.

## Sous le règne de Nicolas II de Russie

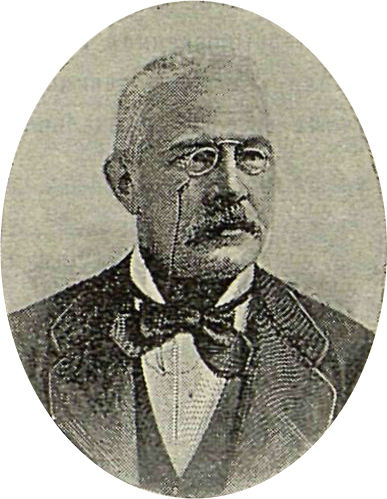
Nikolaï Pavlovitch Chichkine, ministre des Affaires étrangères de 1896 à 1897.

- Prince Alexis Borisovitch Lobanov-Rostovski : 1895 à 1896.
- Nikolaï Pavlovitch Chichkine : 1896 à 1897.
- Comte Mikhaïl Nikolaïevitch Mouraviov : 1897 à 1900.
- Comte Vladimir Nikolaïevitch Lambsdorf  : 1900 à 1906.
- Alexandre Petrovitch Izvolski : 1906 à 1910.
- Sergueï Dmitrievitch Sazonov : 1910 à 1916.
- Boris Vladimirovitch Stürmer : 7 juillet 1916 au 10 novembre 1916.
- Nikolaï Nikolaïevitch Pokrovski : 30 novembre 1916 au 4 mars 1917.

## Gouvernement provisoire
- Anatoli Neratov : mars 1917.

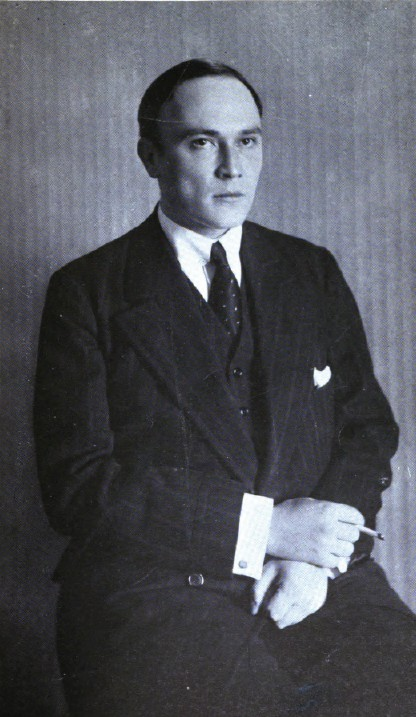
Mikhaïl Ivanovitch Terechtchenko, ministre des Affaires étrangères du gouvernement provisoire.

- Pavel Nikolaïevitch Milioukov : mars à mai 1917.
- Mikhaïl Ivanovitch Terechtchenko : 5 mai 1917 au 25 octobre 1917.

## Sources
- Ministère des Affaires étrangères / / Dictionnaire de Britannica. Saint-Petersbourg. 1890-1907.